# 国司元貞
国司 元貞（くにし もとさだ）は、戦国時代から江戸時代にかけての武将。毛利氏の家臣で長州藩士。国司元相の三男。

## 生涯
永禄3年（1560年）、毛利氏家臣である国司元相の三男として生まれる。烏田武通（肥後守）の婿養子となって「烏田」の苗字を名乗ったが、後に烏田武通に実子が生まれたため、苗字を「国司」へと戻した。
毛利輝元に召し出されて安芸国新地に200石1斗余の地を与えられ、元和元年（1615年）12月19日には輝元から「丹後守」の受領名を与えられる。その後、寛永14年（1637年）までに「但馬守」の受領名を与えられている。
元和6年（1620年）、元貞に男子がいなかったことから、花房彦左衛門の子である花房孫作を娘のおまつと婚姻させて婿養子とする。孫作は「国司孫作」と名を改め、毛利輝元から「元」の偏諱を与えられたが、翌年の元和7年（1621年）に実子の就直が生まれたため、孫作を花房家へと戻して就直を後継とした。
寛永14年（1637年）に就直へ200石の知行地を譲り、寛永16年（1639年）4月30日に死去。享年80。